# Comuna de Czarna Woda
Czarna Wodaⓘ (em alemão: Schwarzwasser) é uma comuna urbano-rural. Pertence à voivodia da Pomerânia, no condado de Starogard. Segundo os dados do Escritório Central de Estatística (GUS) de 31 de dezembro de 2023, a comuna de Czarna Woda tem 3 023 habitantes, ou seja, 2,4% da população do condado. A comuna constitui 2,1% da área do condado. A sede da comuna é a cidade de Czarna Woda.
A comuna urbano-rural de Czarna Woda foi criada em 1 de janeiro de 2014.

## Circunstâncias da mudança na classificação legal formal de uma comuna
Em 1 de janeiro de 2014, Czarna Woda mudou seu tipo de comuna de urbano para urbano-rural.
Na prática, isso significou excluir as áreas dos sołectwo (vilarejos) de Huta Kalna e Lubiki da administração da cidade, dando-lhes a classificação de vilarejos. A partir das áreas excluídas, foi criada a área rural da comuna urbano-rural de Czarna Woda. Em 1 de janeiro de 2014, a classificação de cidade também foi retirada da comuna de Czarna Woda, com a concessão simultânea (no mesmo dia) da classificação de cidade ao vilarejo de Czarna Woda. Esse foi um procedimento administrativo de duas etapas relacionado à mudança do tipo de condado urbano para urbano-rural (uma situação idêntica foi encontrada em 2008 em Szczawnica, quando a comuna urbana de Szczawnica foi transformada na comuna urbano-rural de Szczawnica).
A área da cidade de Czarna Woda diminuiu para 994,48 ha; a área da comuna permaneceu a mesma de antes da mudança de seu caráter.
A comuna de Czarna Woda está localizado entre a latitude N = 53°49′26″ e 53°52′17″ e a longitude E = 18°03′49″ e 18°12′40″.
A mudança de classificação da comuna foi ditada por uma série de condições. A parte “rural” da unidade é dominada por funções agrícolas e serviços relacionados à agricultura e ao turismo. Ela não possui um sistema de esgoto sanitário; há também um abastecimento de água autônomo, independente do sistema municipal de abastecimento de água. As áreas “urbanas” e “rurais” diferem significativamente em termos do grau de urbanização e do tipo de desenvolvimento. A separação da parte rural da cidade de Czarna Woda permitirá que seus habitantes aproveitem os fundos da União Europeia destinados às áreas rurais e possibilitará a criação de fazendas de agroturismo (entre outros, acesso a empréstimos relacionados).
Outro motivo para alterar a classificação de Czarna Woda de comuna urbano para rural foram os requisitos do TERYT. Até agora, era impossível encontrar os vilarejos no mecanismo de busca da CSO: Lubiki, Lubiki Małe, Huta Kalna, Podlesie e Kamionna. As ruas nomeadas e localizadas nos vilarejos de Lubiki, Lubiki Małe e Huta Kalna foram vistas em Czarna Woda. A mudança da situação fez com que as aldeias mencionadas acima ficassem visíveis nas estatísticas da CSO com suas ruas correspondentes.
Com uma participação de 0,65% (cidade de Czarna Woda), 18,39% (sołectwo de Huta Kalna ) e 14,21% (sołectwo de Lubiki), 100% dos eleitores em todas as unidades foram a favor da mudança do estatuto da comuna de urbano para rural.

## Comunas vizinhas
Czersk, Kaliska, Osieczna